# Щасновка (Хмельницкая область)
Щасновка (укр. Щаснівка) — село в Волочисском районе Хмельницкой области Украины.
Население по переписи 2001 года составляло 818 человек. Почтовый индекс — 31210. Телефонный код — 3845. Занимает площадь 2,86 км². Код КОАТУУ — 6820989201.

## Местный совет
31210, Хмельницкая обл., Волочисский р-н, с. Щасновка